# Orthomecyna exigua
Orthomecyna exigua là một loài bướm đêm thuộc họ Crambidae. Nó là loài đặc hữu của Molokai, Maui, Lanai và Hawaii.

## Phụ loài
- Orthomecyna exigua exigua (Molokai, Maui, Lanai, Hawaii)
- Orthomecyna exigua cupreipennis Butler, 1883 (Lanai)